# José Bertomeu Bisquert
José Bertomeu Bisquert fue un militar español que combatió en la Guerra civil.

## Biografía
Militar profesional, en julio de 1936 no formaba parte de la lista de militares activos en el Ejército. Tras el estallido de la Guerra civil se mantuvo fiel a la República y posteriormente se integaría en el Ejército Popular. En diciembre de 1936 pasó a ser jefe de Estado Mayor de la 63.ª Brigada Mixta, unidad de la que sería comandante por algún tiempo. En octubre de 1937 fue nombrado jefe de Estado Mayor del VII Cuerpo de Ejército, puesto que mantendría hasta abril de 1938.

## Familia
Tenía un hermano, Antonio, que también era militar profesional y ocupó importantes puestos en el Ejército republicano.